# زورا یاندووا
زورا یاندووا (چکی: Zora Jandová؛ زادهٔ ۶ سپتامبر ۱۹۵۸) موسیقی‌دان، خواننده، بازیگر و ورزشکار تای چی چوان اهل جمهوری چک است.
وی دانش‌آموختۀ دانشکده تئاتر آکادمی هنرهای نمایشی پراگ است و مابین سال‌های ۱۹۸۲ تا ۱۹۸۵ در تئاتر ملی پراگ به بازی تئاتر مشغول بود.
از فیلم‌ها یا مجموعه‌های تلویزیونی که وی در آن‌ها نقش داشته است، می‌توان به «محلهٔ خوب» (۲۰۰۸) اشاره نمود.